# 디네시 구나와르데나
디네시 찬드라 루파싱헤 구나와르데나(싱할라어: දිනේෂ් චන්ද්‍ර රූපසිංහ ගුණවර්ධන, 타밀어: தினேஷ் சந்திர ரூபசிங்க குணவர்தன, 1949년 3월 2일~)는 2022년부터 2024년까지 스리랑카 총리를 역임한 스리랑카 정치인이다. 그는 스리랑카 의회의 의원, 내각 장관, 하원의장을 지냈고, 1983년 이래 좌파 정당인 인민통일전선(MEP)의 지도자로 활동해 왔으며, 2022년부터 2023년까지 스리랑카 인민전선의 사실상 지도자로 활동했다. 또한, 2020년부터 2022년까지 하원 지도자를 포함한 여러 이전 정부에서 내각 직책을 맡았다.

## 어린 시절 및 가족
구나와르데나는 1949년 3월 2일에 태어났다. 필립 구나와르데나와 쿠수마시리 구나와르데나의 아들이다. 그는 콜롬보 왕립 초등학교와 로열 칼리지 콜롬보에서 교육을 받았다. 졸업 후 네덜란드 경영대학원(닌로드 경영대학원)에서 공부하여 경영학 졸업장을 받았다. 그 후 오리건 대학교에 입학하여 국제 비즈니스 학사 학위를 받고 졸업하였다. 미국에 있는 동안, 그는 반베트남 전쟁 시위에 참여하면서 학생 행동주의에 참여하게 되었다.
구나와르데나는 라마니 바살라 코텔라벨라와 결혼했다. 그들은 1명의 아들 (야다미니)과 1명의 딸 (산카팔리)을 두었다. 라마니는 1980년대 중반에 진단되지 않은 간염으로 사망했다.

## 경력
2022년 7월 22일 고타바야 라자팍사 전 대통령이 사임하고 라닐 위크레마싱헤가 후임 총리로 선출되었다. 구나와르데나와 위크레마싱헤는 학창시절 같은 반 친구였다.